# Shauna Sand
Shauna Sand (n. 2 septembrie 1971) este o actriță americană și Playboy Playmate. 

## Începutul vieții
Începând de la cinci ani, Sand a studiat baletul, jazz-ul și teatrul. La 11, s-a înscris la Școala de Creativitate și Arte Teatrale, și la 13 ani, a primit o bursă în Salt Lake City, Utah.
Ea a început cariera de modelling la vârsta de nouă ani după ce a fost abordată de un fotograf local. Ea a semnat un contract cu Elite/agenția Petite, la New York, la vârsta de 15 ani. Ea a luat o pauză de la modelling și a mers la Paris și a câștigat un Bachelor of Arts în International Business Administration de la Universitatea Americană din Paris și a devenit fluentă în franceză.

## Viața personală
Sand a fost căsătorită cu actorul Lorenzo Lamas din 27 aprilie 1996, până la divorțul lor din 8 octombrie 2002. Ei au trei fiice împreună:  Alexandra (n. 22 noiembrie 1997), Victoria (n. 24 aprilie 1999), și Isabella (n. 2 februarie 2001). Spectaculoasa actriță  a fost surprinsă în 2012, în ipostaze tandre cu iubitul ei.

## Filmografie
| An        | Titlu                               | Rol                             | Note                   |
| --------- | ----------------------------------- | ------------------------------- | ---------------------- |
| 1995-1997 | Renegade                            | Lake Bradshaw / Ashley/Brunette | 5 episoade             |
| 1997      | Black Dawn                          | Thumper                         | (ca Shauna Sand-Lamas) |
| 1998      | The Chosen One: Legend of the Raven | Emma                            |                        |
| 1998      | Back to Even                        | Nurse                           |                        |
| 1998      | Air America                         | Dominique                       | 3 episoade             |
| 2001      | Dark Realm                          | Mercedes                        | 1 episod               |
| 2002      | The Circuit 2: The Final Punch      | Nurse                           |                        |
| 2003      | Charmed                             | Sienna                          | 1 episod               |
| 2004      | Las Vegas                           | Stripper #1                     | 1 episod               |
| 2004      | The Deviants                        | Mrs. Jones                      |                        |
| 2004      | Ghost Rock                          | necunoscut                      | (ca Shauna Sand-Lamas) |
| 2007      | Succubus: Hell Bent                 | Jacuzzi Woman                   |                        |
| 2009      | Leave it to Lamas                   | Ea însuși                       |                        |
| 2009      | Shauna Sand Exposed                 | Ea însuși                       |                        |